# Саджаа – Шарджа
Саджаа – Шарджа – трубопровід для постачання природного газу з родовища Саджаа до столиці емірату Шарджа (Об’єднані Арабські Емірати).
У 1982 році в еміраті Шарджа почалась розробка газоконденсатного родовища Саджаа. Нетривалий період видобутий тут газ після вилучення конденсату спалювали, проте вже 1983-го став до ладу перший прокладений від ГПЗ Саджаа газопровід, котрий подав ресурс до розташованої неподалік столиці емірату міста Шарджа. Довжина трубопроводу, виконаного в діаметрах 450 мм, 150 мм та 100 мм, становила 37 км.
У 1996-му проклали другий газопровід від ГПЗ Саджаа до розташованої у західній частині Шарджі ТЕС Лайя. Він мав довжину 43 км та суттєво більший діаметр – 750 мм. У 2000-му від цього трубопроводу почалась подача ресурсу до першої в ОАЕ міської газорозподільчої мережі. До 2005-го вона пройшла через кілька стадій розширення та охопила майже все місто Шарджа.
Можливо також відзначити, що в межах Шарджі працює інша теплова електростанція Васіт, котра у 2000-х роках була суттєво підсилена та обійшла за потужністю ТЕС Лайя. А за три кілометри від станції Васіт, але вже на території емірату Аджман, працює ТЕС Аджман.